# Antiponemertes allisonae
Antiponemertes allisonae је животињска врста класе Enopla која припада реду Hoplonemertea. 

## Угроженост
Ова врста се сматра рањивом у погледу угрожености врсте од изумирања.

## Распрострањење
Ареал врсте је ограничен на једну државу. 
Нови Зеланд је једино познато природно станиште врсте.